# جبریل دیانی
جبریل دیانی (انگلیسی: Djibril Diani؛ زادهٔ ۱۱ فوریهٔ ۱۹۹۸) بازیکن فوتبال اهل فرانسه است.
از باشگاه‌هایی که در آن بازی کرده‌است می‌توان به باشگاه فوتبال گراس‌هاپر زوریخ اشاره کرد.
وی همچنین در تیم ملی فوتبال France U16 بازی کرده‌است.